# 大崎望絵
大崎 望絵（おおさき もえ、1994年6月7日 - ）は、埼玉県川口市出身の女優。
所属事務所はジョビィキッズプロダクション。血液型はA型。
愛称はもえっち、もえ助、おーちゃき。

## 主な出演作品

### テレビ
- モンすたージオ - モエモ役

### 舞台
- アニー（2002年） - ケイト 役
- 美少女戦士セーラームーン（2004年1月 - 2005年1月、サンシャイン劇場 他） - ちびうさ／セーラーちびムーン 役 ※11代目